# پوندالویا
پوندالویا (به لاتین: Pundaluoya) یک منطقهٔ مسکونی در سری‌لانکا است که در استان مرکزی (سری‌لانکا) واقع شده‌است.

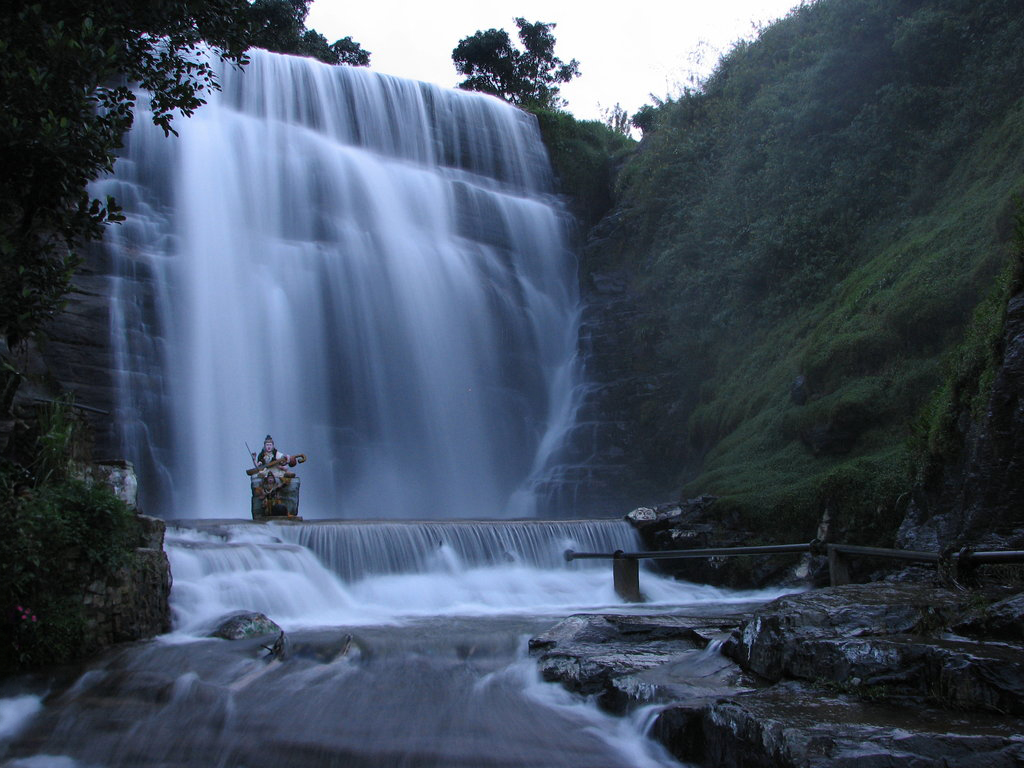